# Jólbax
Jólbax är en ort i Mexiko.   Den ligger i kommunen Larráinzar och delstaten Chiapas, i den sydöstra delen av landet, 700 km öster om huvudstaden Mexico City. Jólbax ligger 1 873 meter över havet och antalet invånare är 182.
Terrängen runt Jólbax är kuperad åt sydväst, men åt nordost är den bergig. Runt Jólbax är det ganska tätbefolkat, med 166 invånare per kvadratkilometer. Närmaste större samhälle är Bochil, 17,5 km väster om Jólbax. Omgivningarna runt Jólbax är en mosaik av jordbruksmark och naturlig växtlighet.